# Museo de la Catedral de Murcia
El museo de la Catedral de Murcia (Región de Murcia, España) es un museo que forma parte del edificio de la catedral. Fue creado por deseo del obispo Miguel de los Santos e inaugurado en 1956. Cuenta con el Compromiso de Calidad Turística.

## Edificio

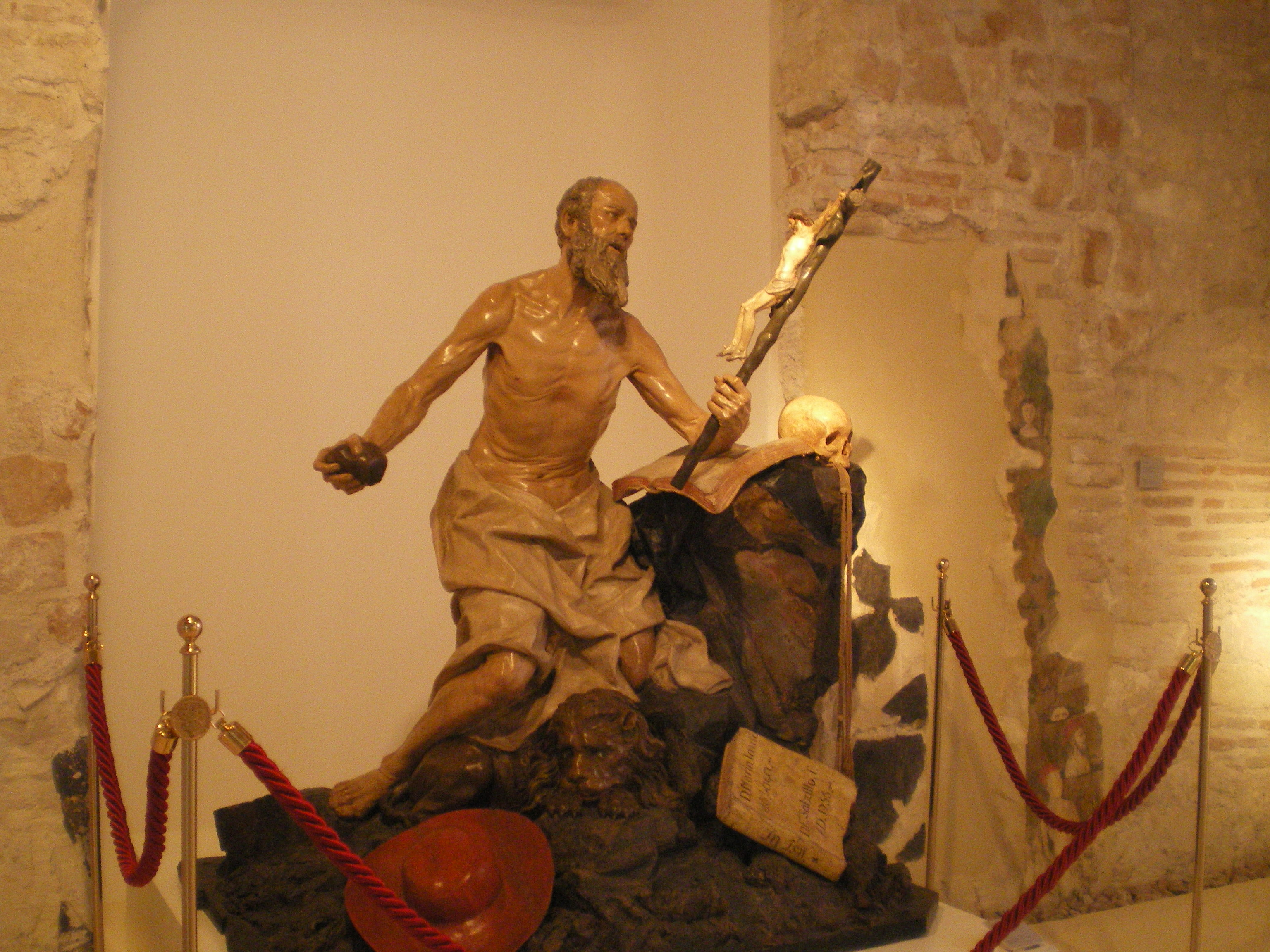
San Jerónimo, de Francisco Salzillo

Instalado en el espacio que ocupara la Sala Capitular y el viejo claustro gótico de mediados del siglo XIV, del que aún permanecen, aunque modificadas, la práctica totalidad de las arcadas, el museo catedralicio engloba innumerables piezas artísticas de carácter religioso que van desde época romana hasta nuestros días. El espacio expositivo ha sido objeto de una importante y reciente rehabilitación, que ha recuperado casi totalmente la antigua estructura del claustro y además ha dejado al descubierto los restos de la antigua mezquita árabe sobre la que se levantó el edificio catedralicio, así como pinturas murales desconocidas hasta la fecha.

## Patrimonio

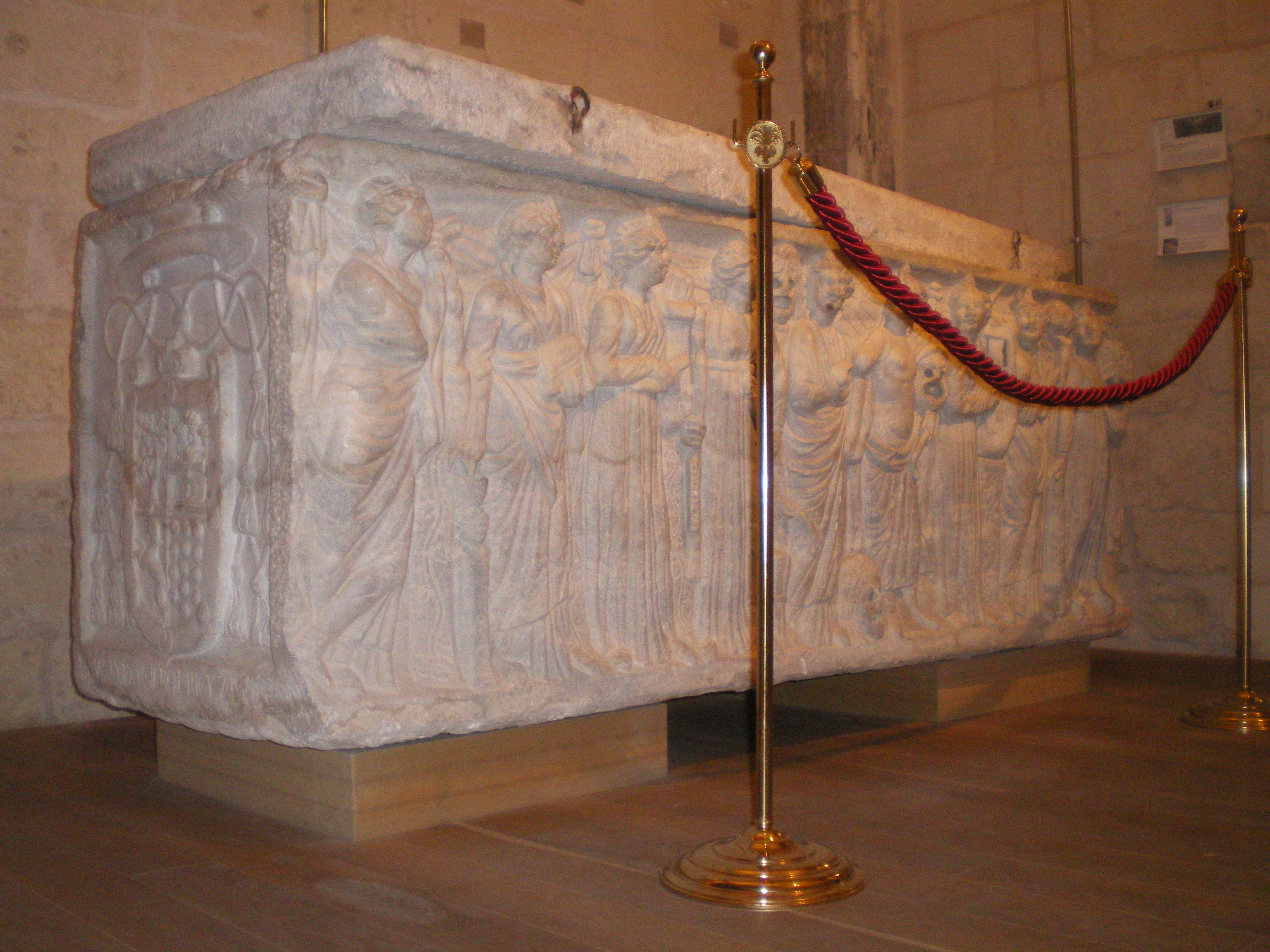
Sarcófago romano de D. Gil Rodríguez de Junterón

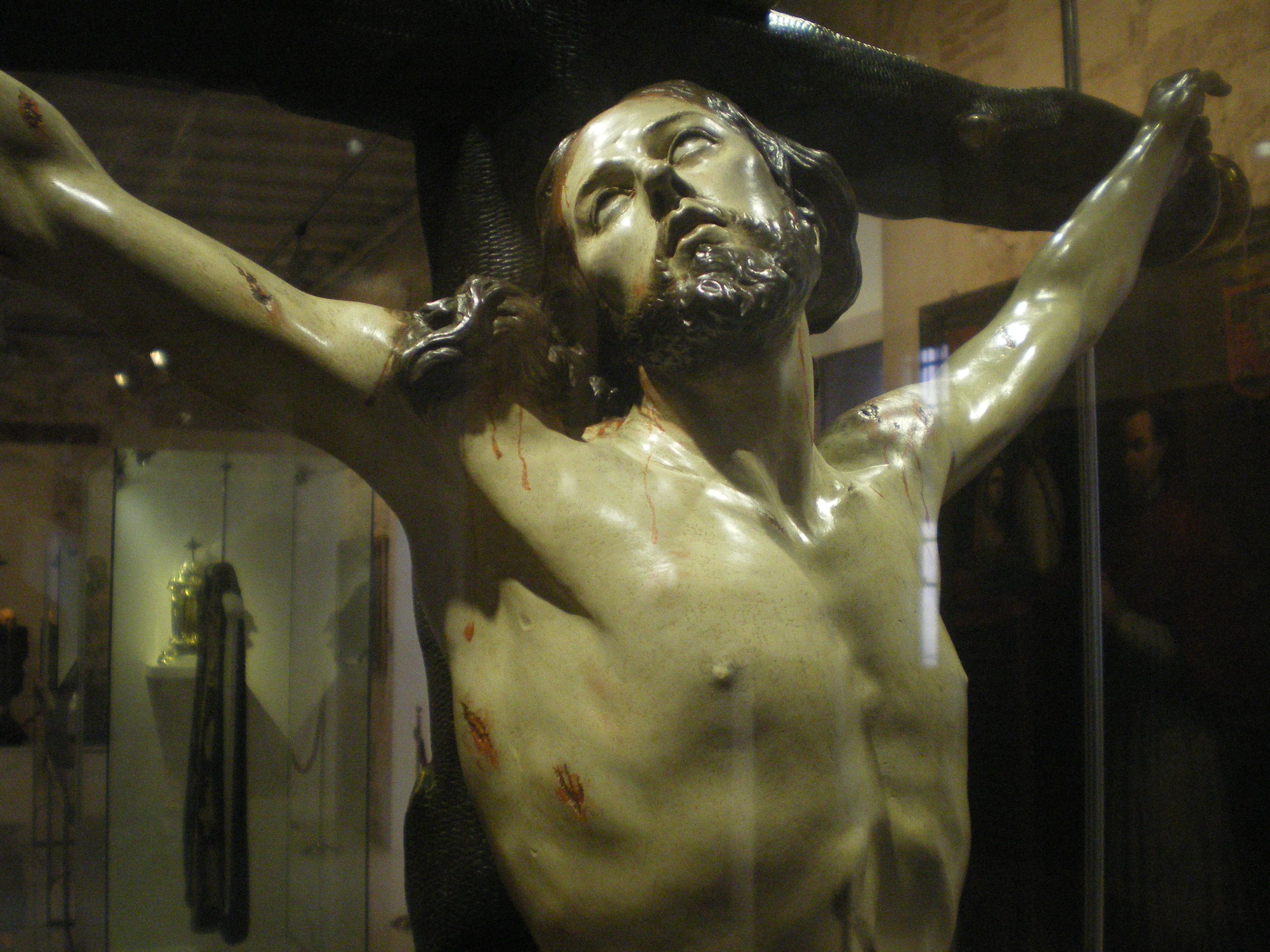
Detalle del Cristo del facistol, Francisco Salzillo.

- Pinturas y retablos: sobresalen las retablos góticos de Santa Lucía y la Virgen de la Leche del italiano Bernabé de Módena (siglo XIV), el retablo gótico de San Miguel (del Maestro de Puxmarín siglo XV), las tablas de los Desposorios de la Virgen y la Adoración de los Pastores de Hernando de Llanos, obra renacentista de este discípulo de Leonardo da Vinci, diversas obras de Lucas Jordán (siglo XVII), de Lorenzo Vila y de José Vergara, y el retrato del obispo Barrio de Federico de Madrazo (siglo XIX).
- Orfebrería: destacan la impresionante Custodia del Corpus obra de Antonio Pérez de Montalto (siglo XVII), el Arca de Jueves Santo de Gaspar Lleó (siglo XVIII), la Custodia de las Espigas de Ramón Bergón, del mismo siglo, relicarios, el joyero de la Virgen de la Fuensanta y una valiosa colección de cálices, portapaces, copones...
- Escultura: sobresalen el Sarcófago de las Musas y el Sarcófago de Junterón (romanos del siglo III) y diversas esculturas góticas en piedra. En el museo se exponen tres de las más importantes obras de Francisco Salzillo: el medallón de la Virgen de la Leche, la espectacular imagen de San Jerónimo y el Cristo del Facistol, todas del siglo XVIII.
- También destaca una colección de indumentaria eclesiástica, la presencia de la antigua campana Mora (siglo XIV) y restos de antiguas construcciones musulmanas (viviendas y la mezquita aljama) encontradas en la última rehabilitación del museo, y que se exhiben bajo una pasarela acristalada, así como los vestigios del antiguo claustro gótico y la parte superior de la portada gótica de la Anunciación, que servía de acceso al claustro por el Oeste.

## Galería de imágenes

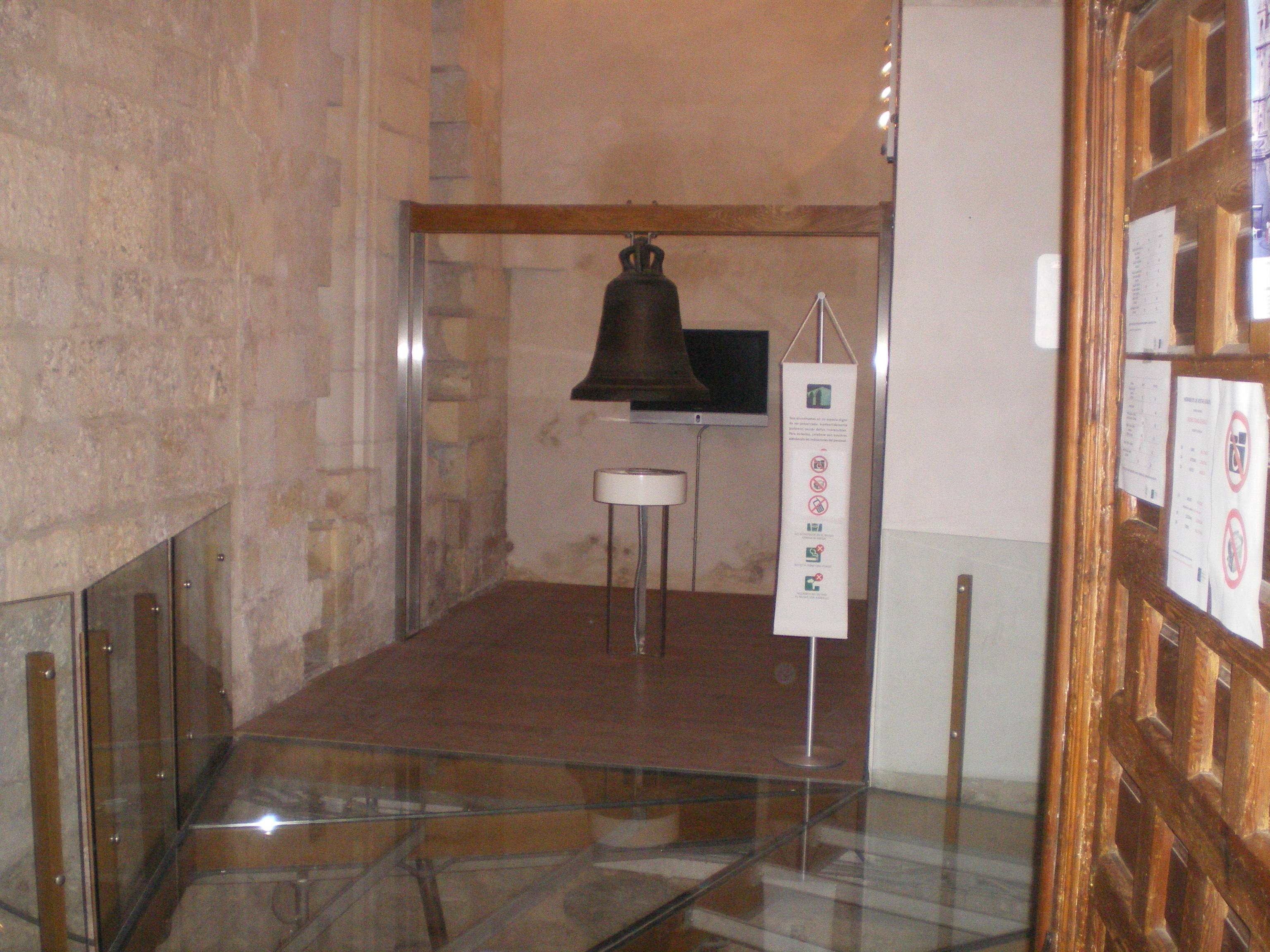
Campana mora o "de los conjuros" (siglo XIV).
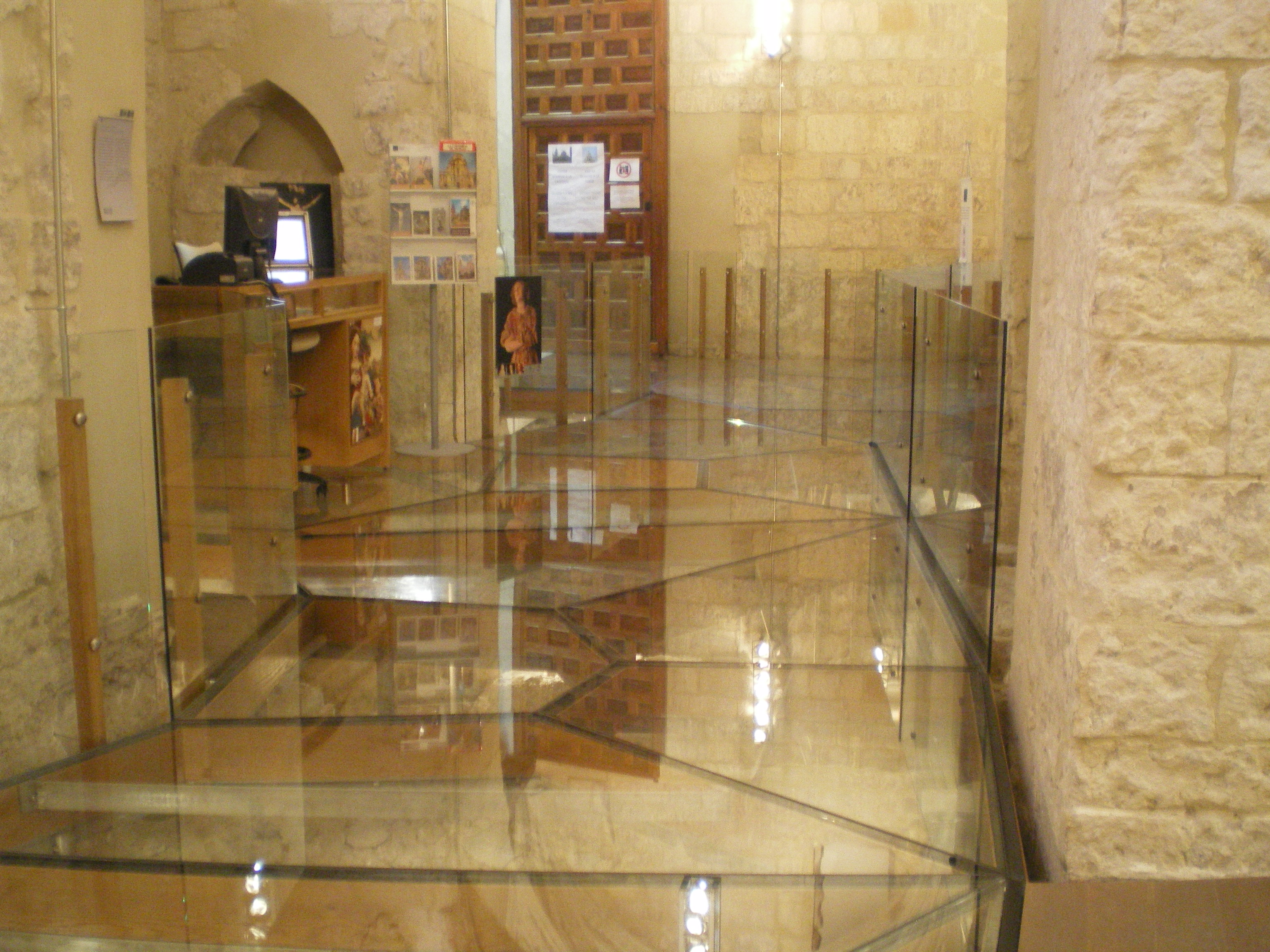
Pasarela de cristal sobre los restos arqueológicos.
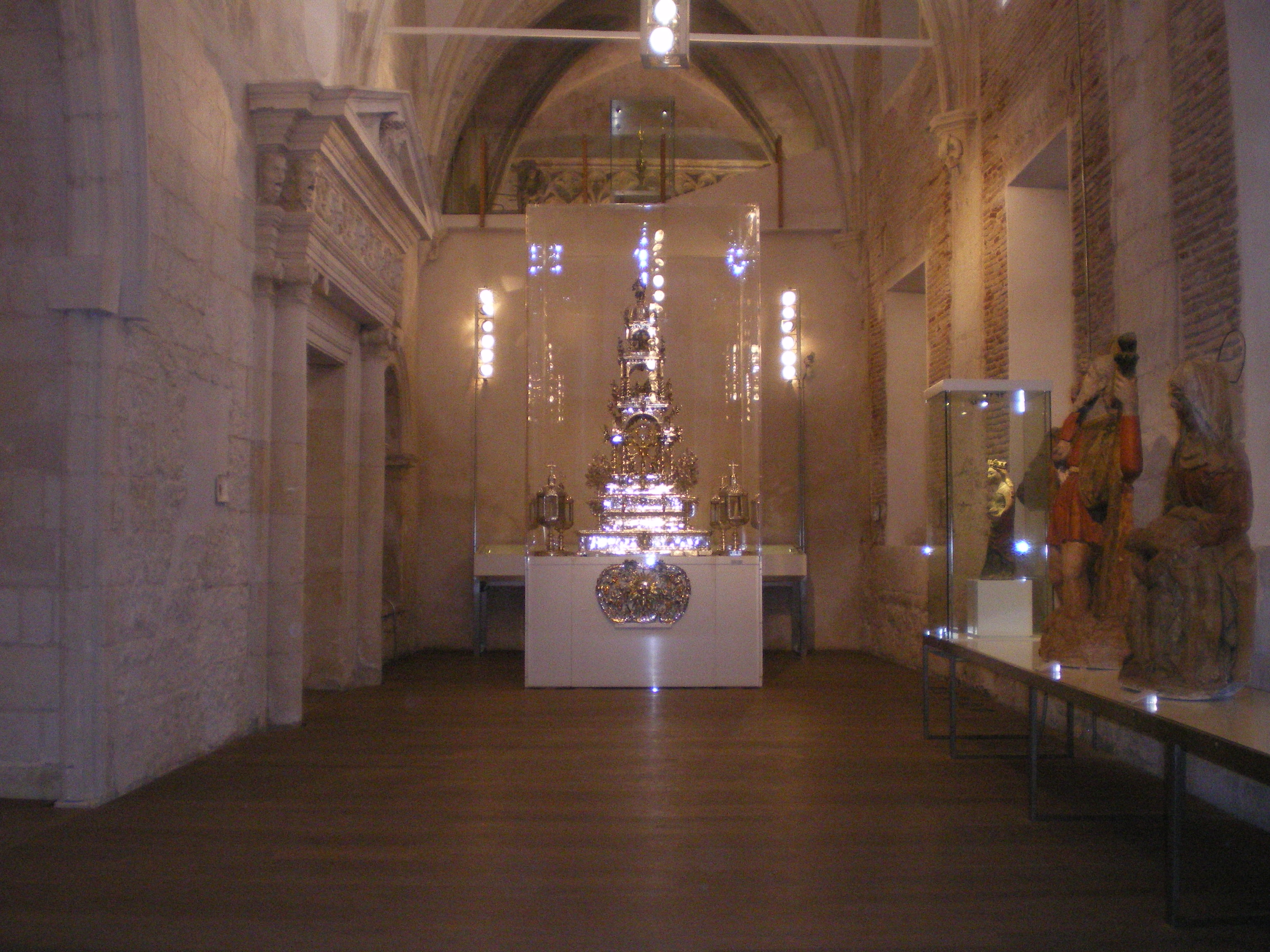
Vista de la crujía sur.
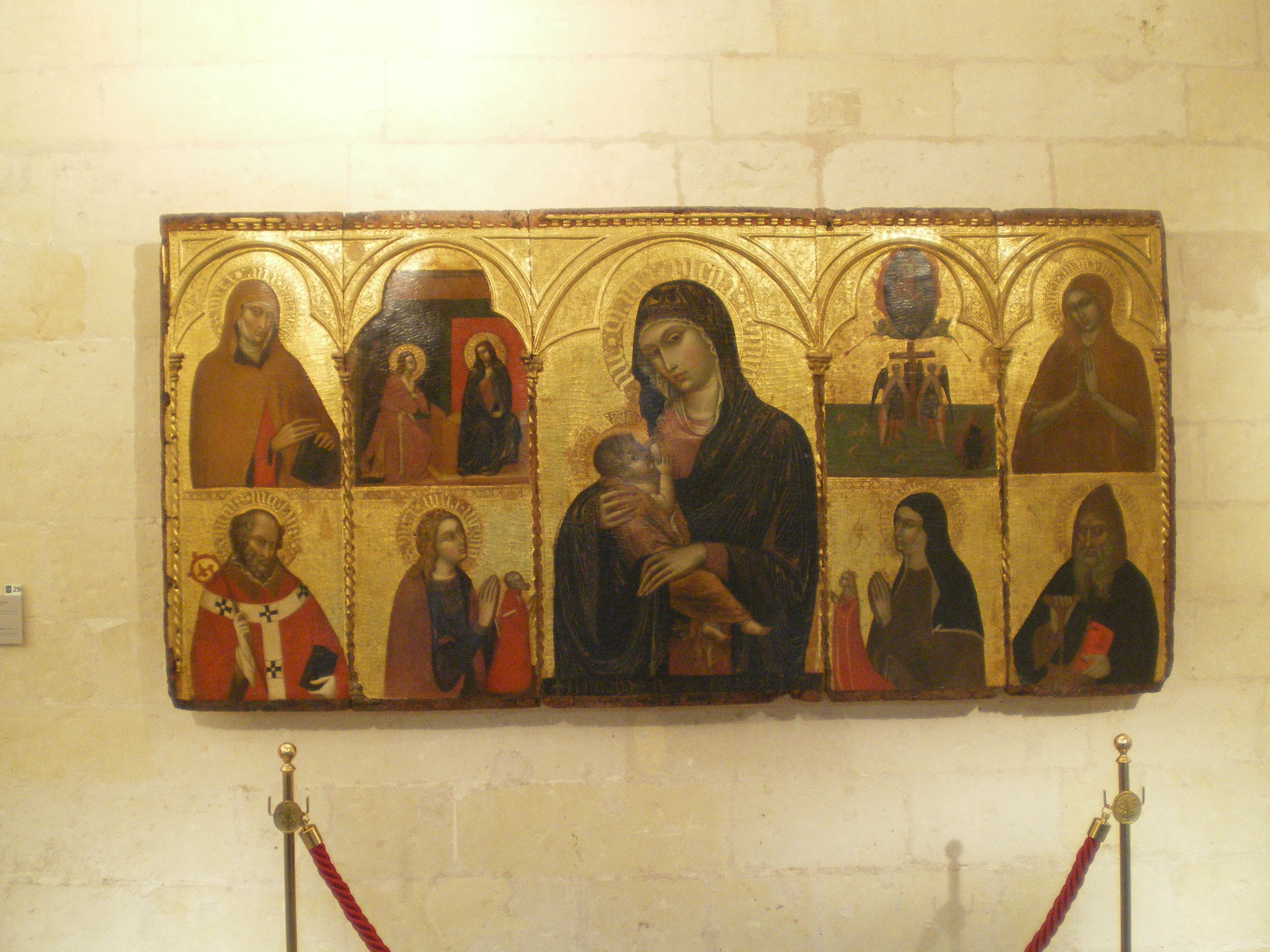
Retablo de la Virgen de la Leche, Bernabé de Módena.
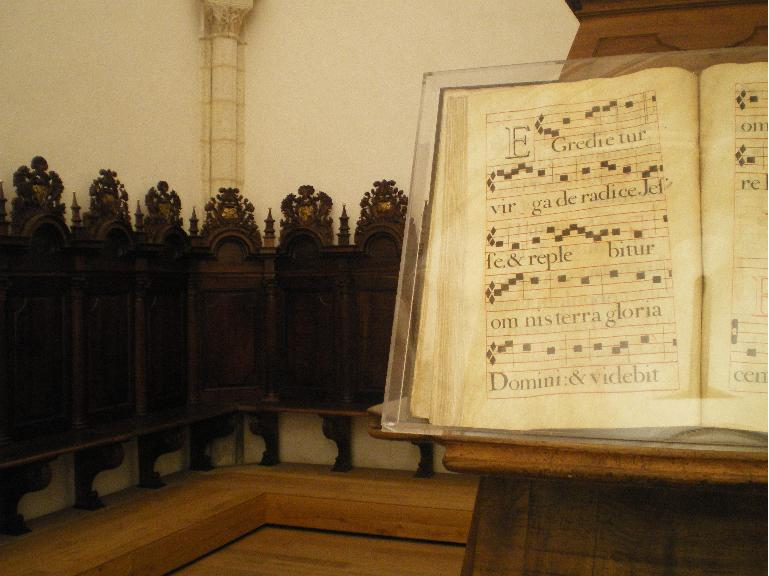
Sala capitular.
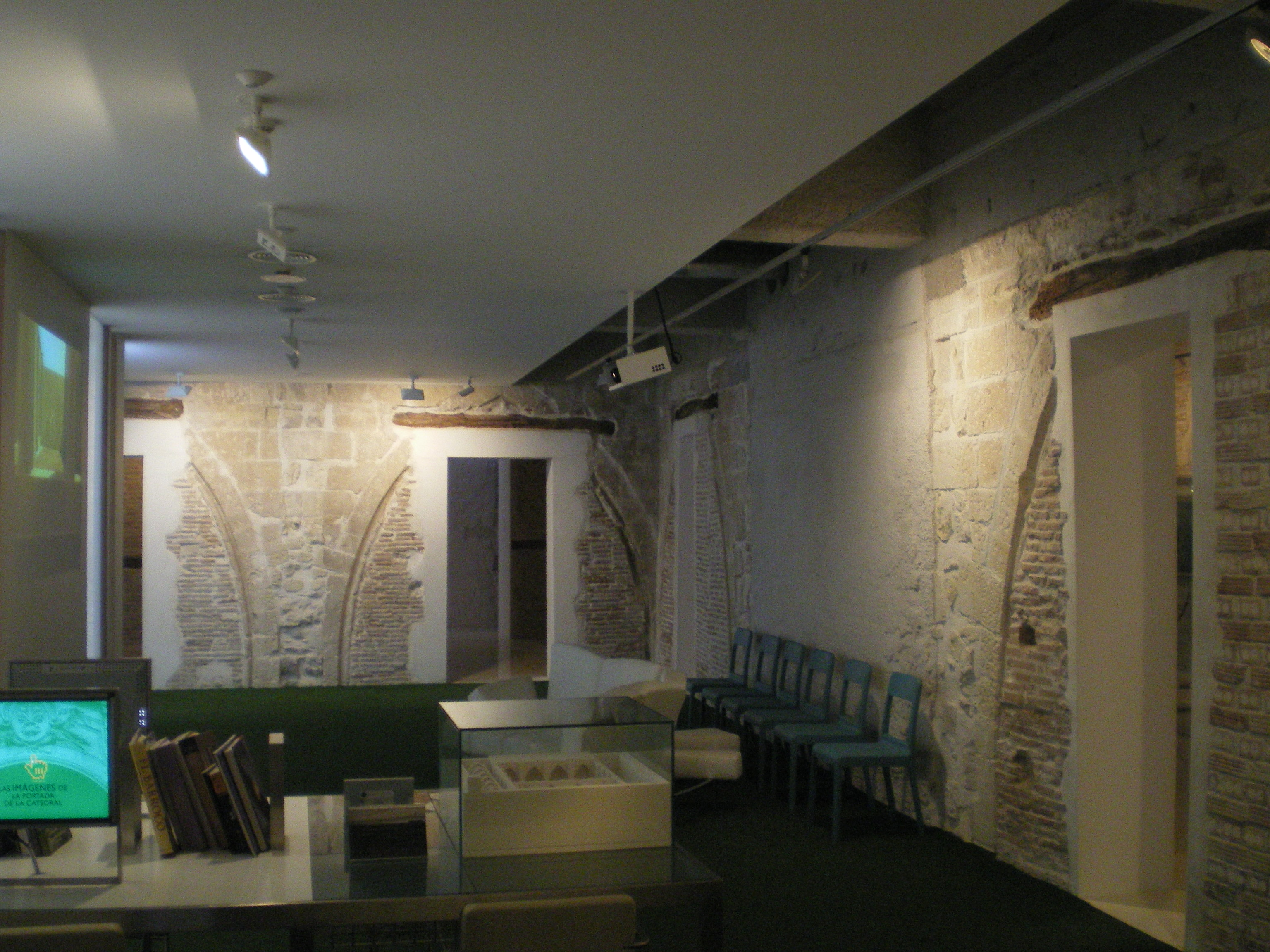
Zona de descanso y audiovisuales.
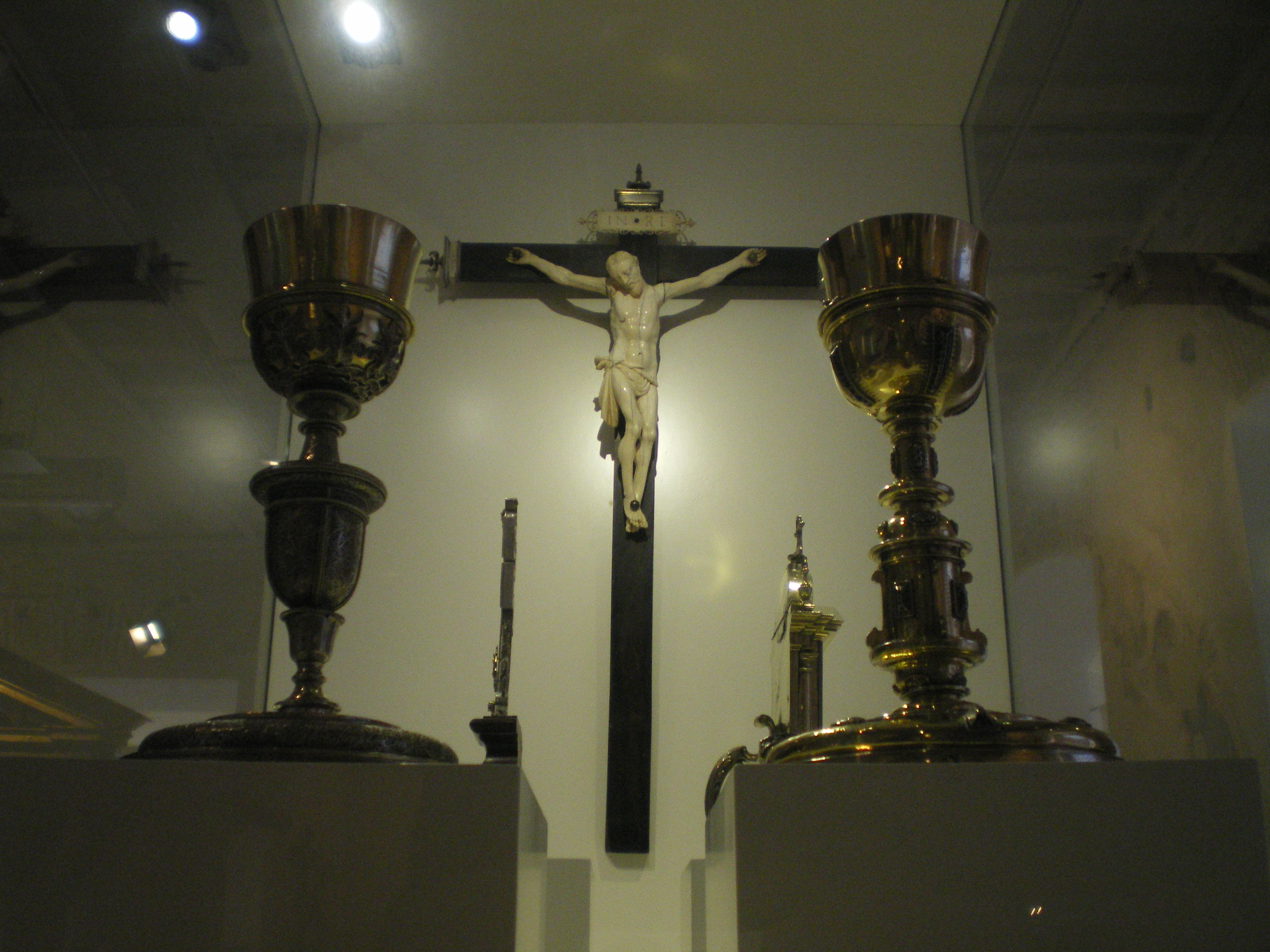
Cálices, portapaces y Crucificado de marfil (siglo XVII).
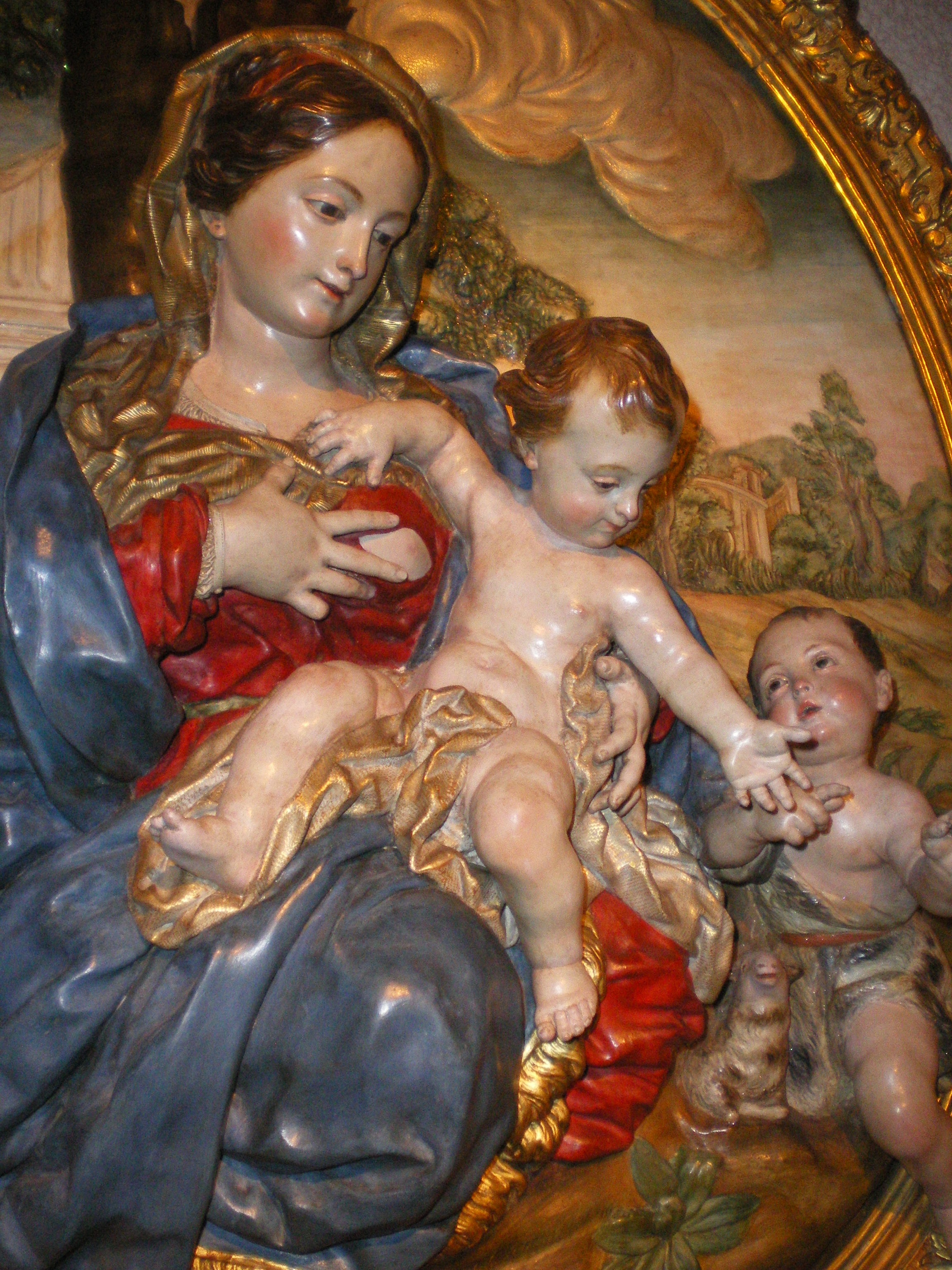
Virgen de la leche, Francisco Salzillo.
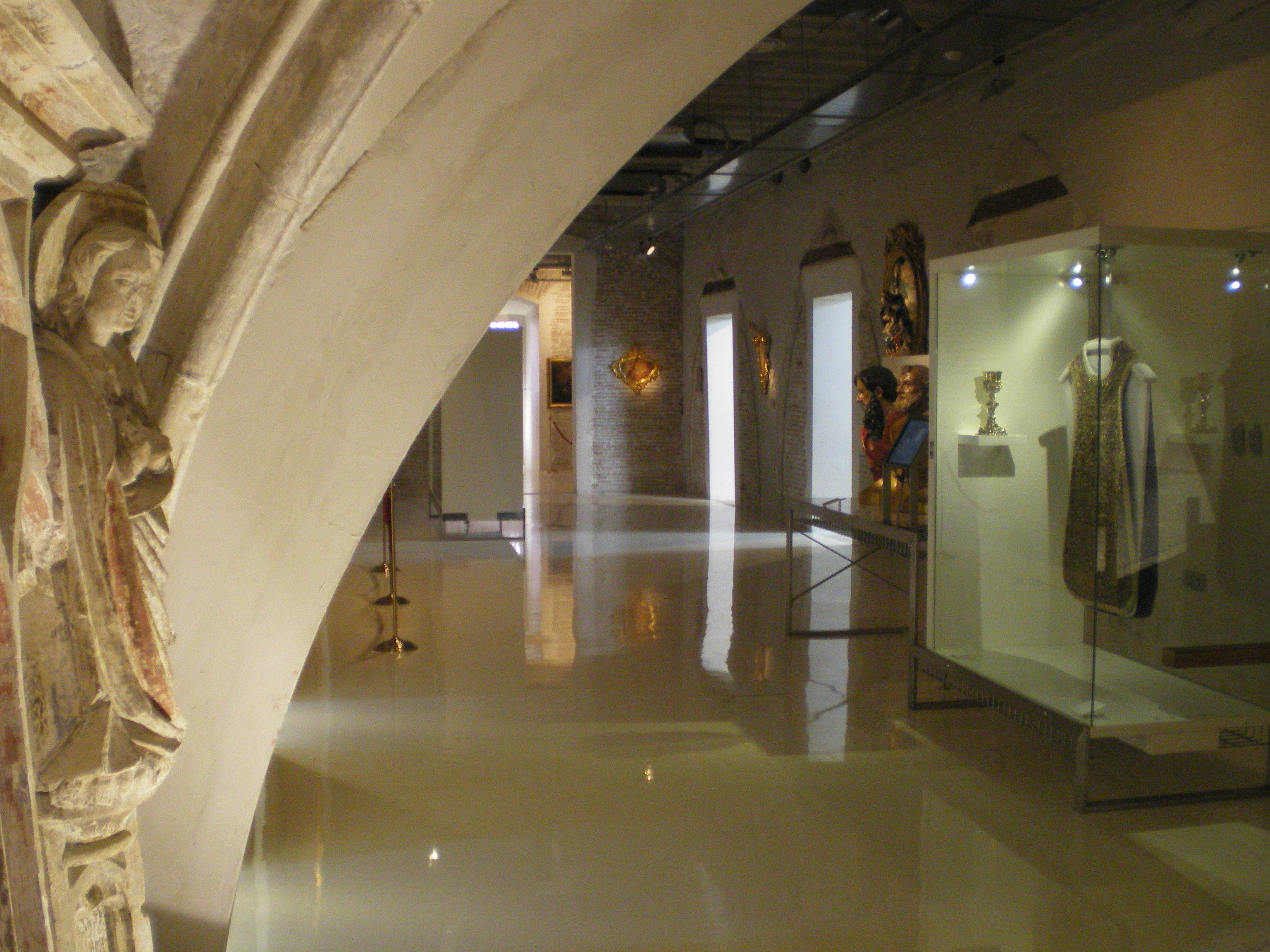
Vista de la crujía oeste.
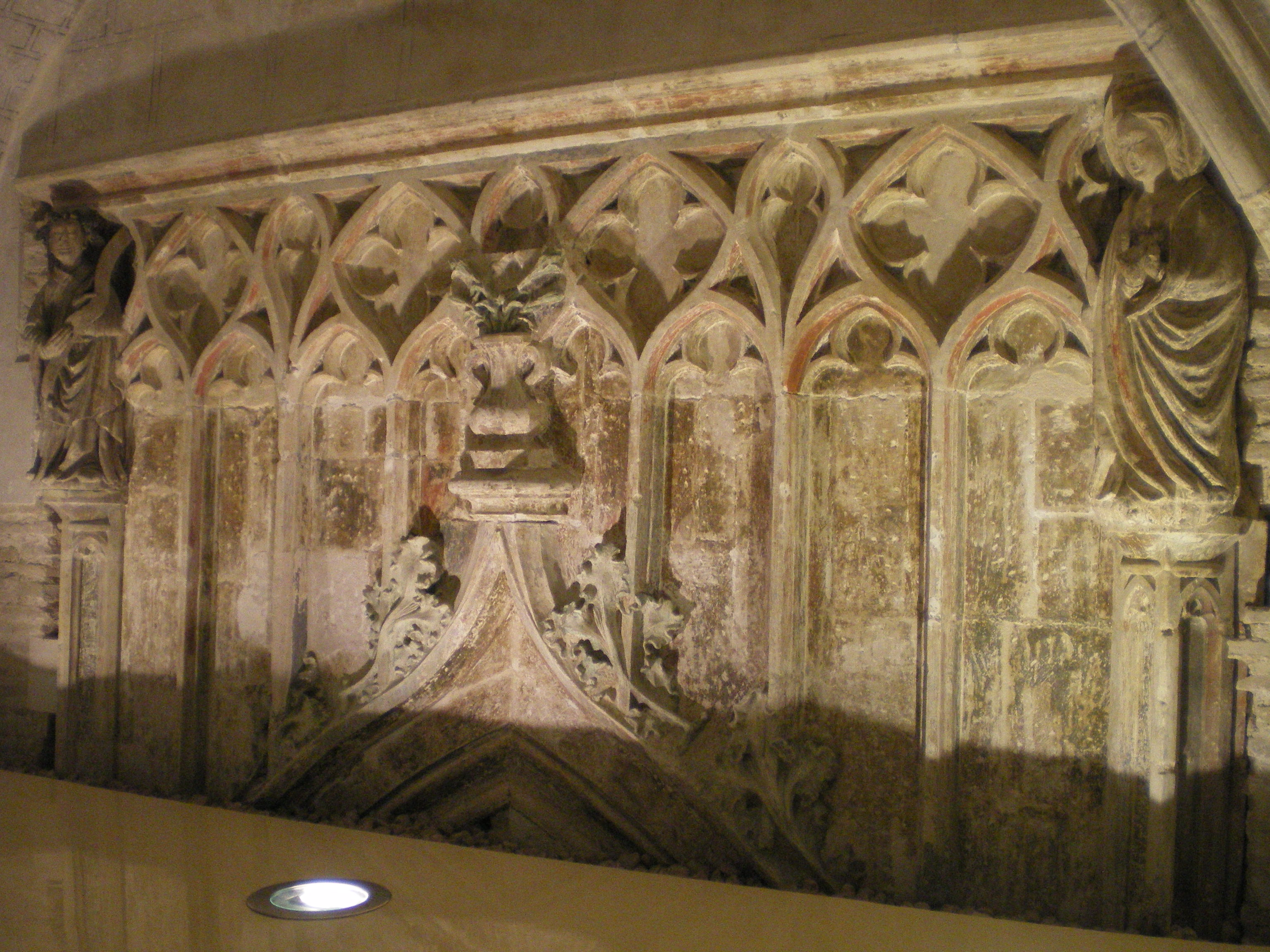
Portada de la Anunciación, antiguo acceso oeste del claustro.
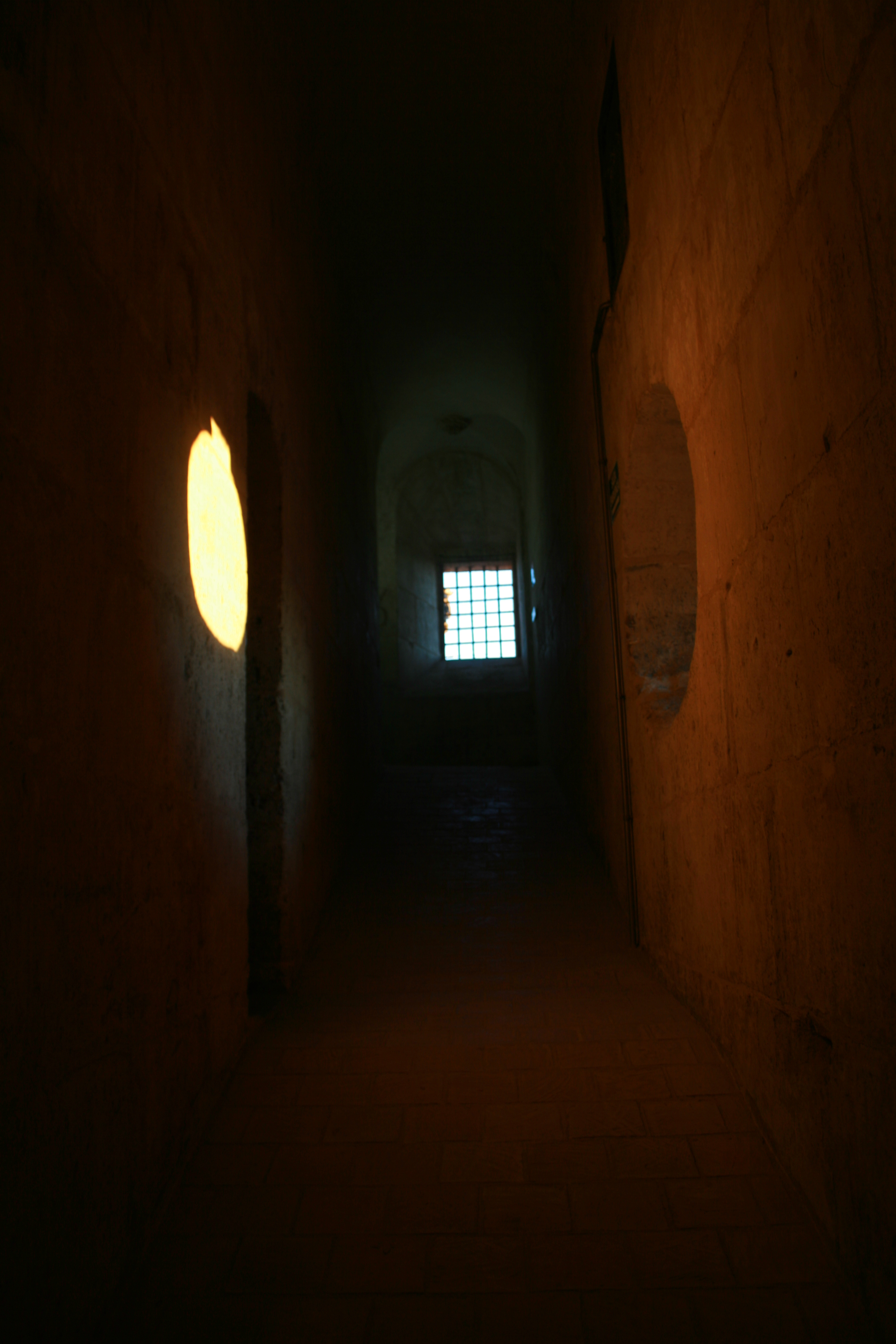
Rampa n.º 15, acceso a la sala del reloj. Visita guiada a la torre.
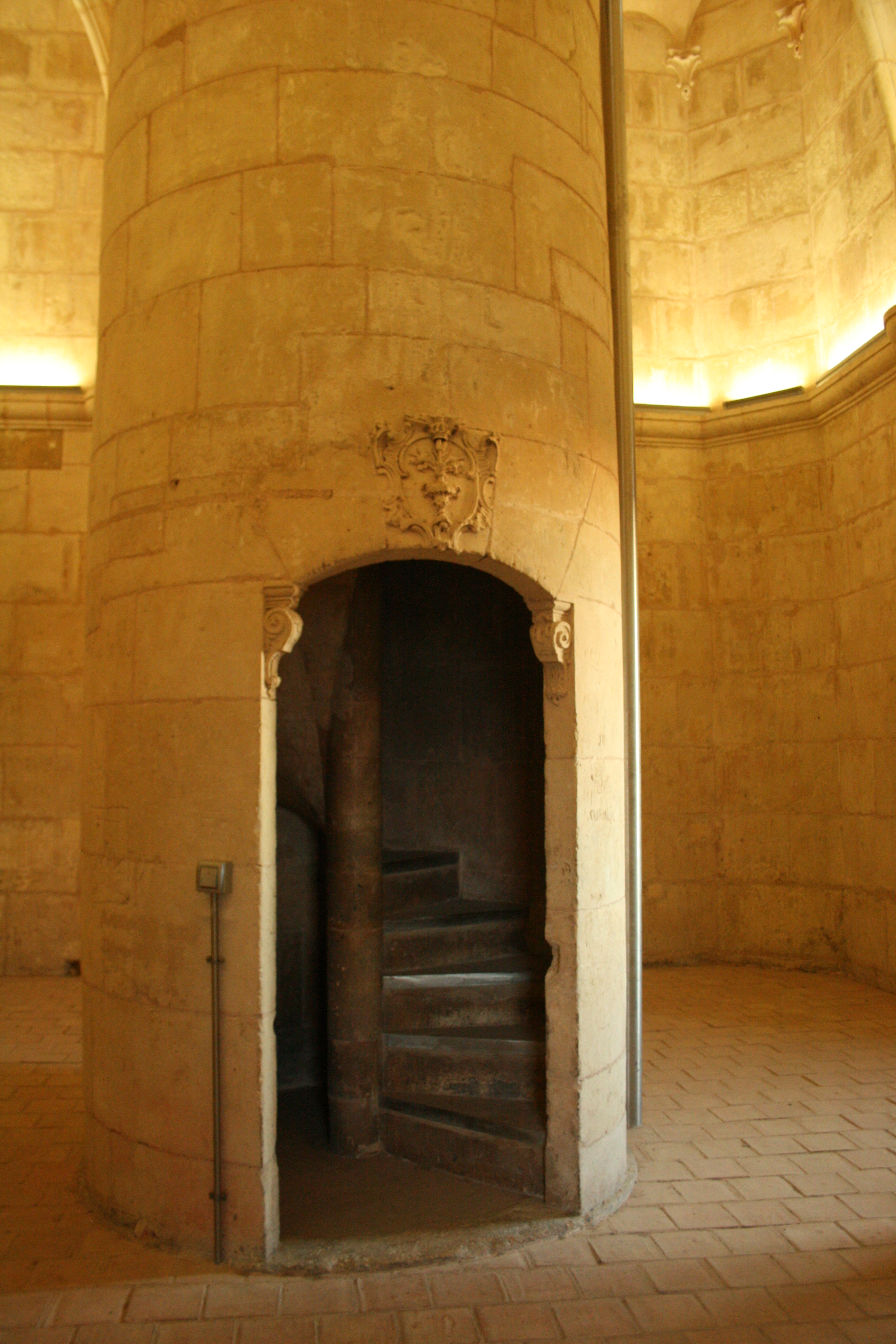
Arranque de la escalera de caracol que da acceso al cuerpo de campanas. Visita guiada a la torre.
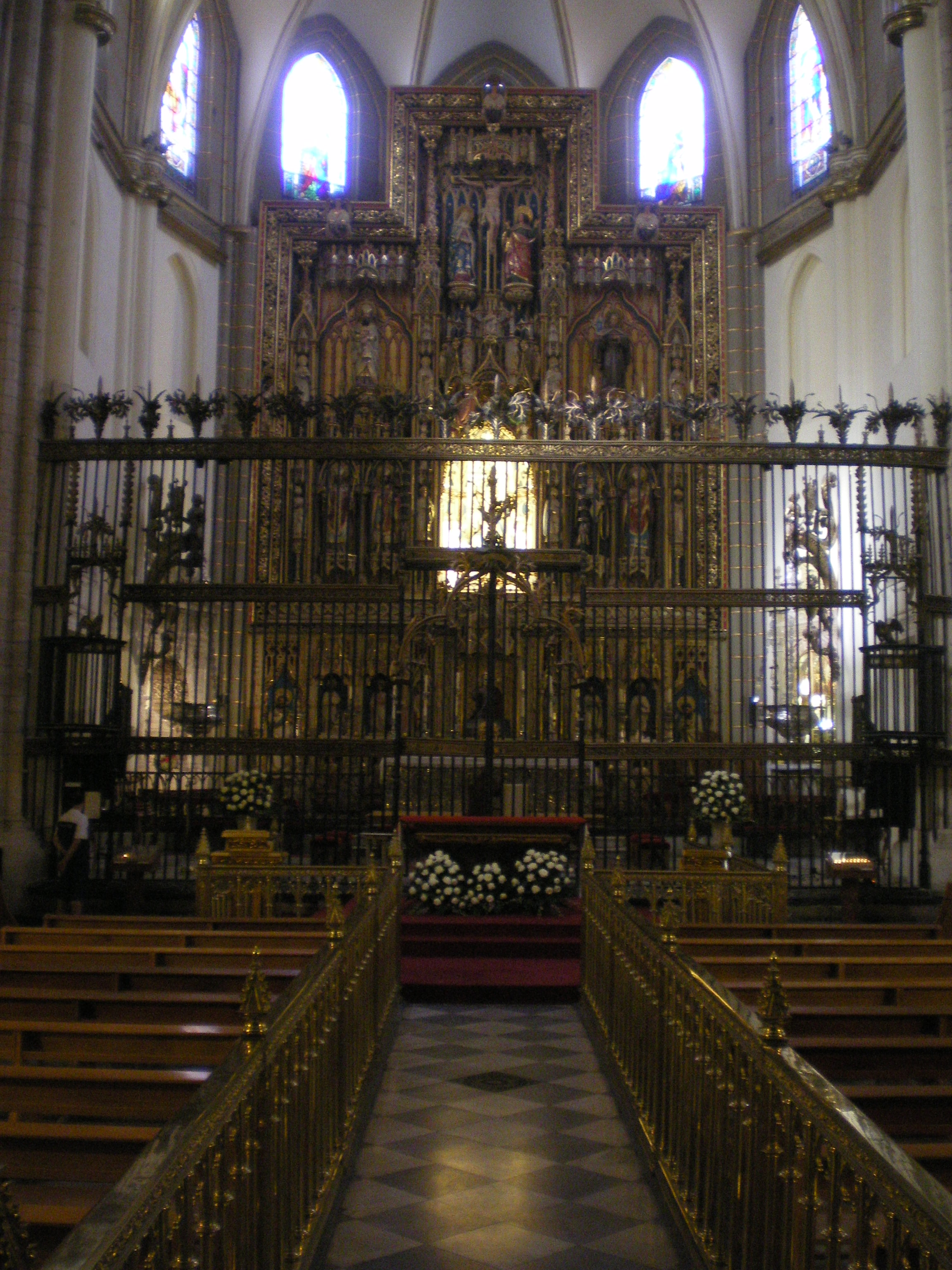
Altar Mayor. Visita guiada a la Catedral.
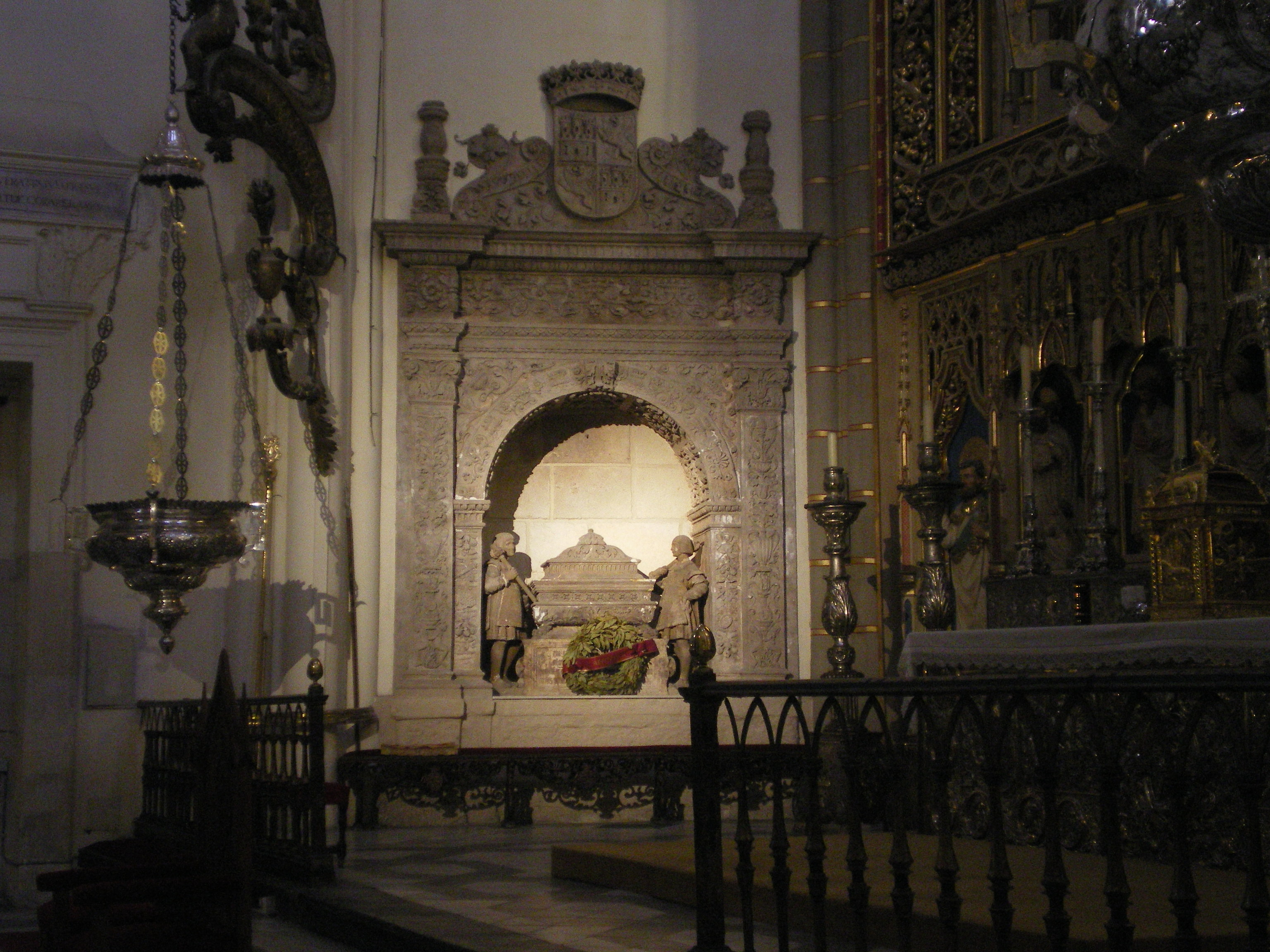
Urna funeraria con el corazón y las entrañas de Alfonso X El Sabio. Visita guiada a la Catedral.
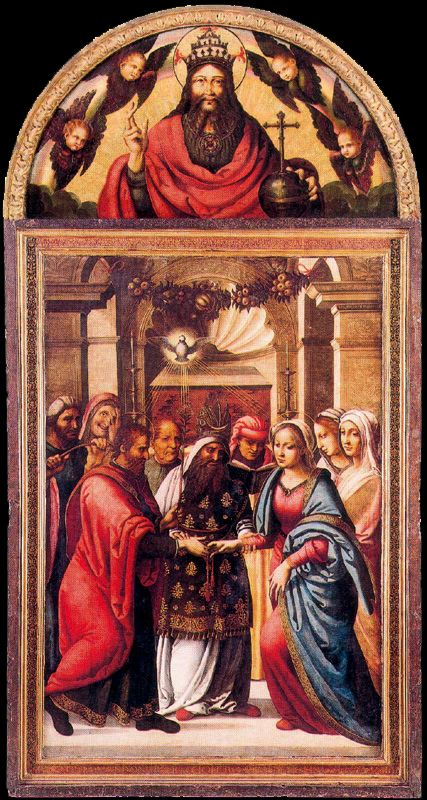
Desposorios de la Virgen (1516), de Llanos.

## Información útil

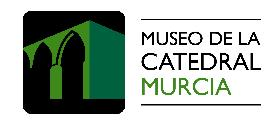

- Dirección: Plaza Cardenal Belluga s/n 30001, Murcia, España.
- Teléfono: 968219713
- Fax: 968221083
- Correo electrónico: visitas@catedralmurcia.com
- En Facebook Museo Catedral de Murcia. Y en Twitter @MCatedralMurcia
- Distintivos: El Museo de la Catedral cuenta con el Compromiso de Calidad Turística y fue galardonado en los XV Premios de Arquitectura de la Región de Murcia (Ampliación y reforma del Museo de la Catedral de Murcia).
- El museo cuenta con servicio gratuito de consigna. Existen audioguías en castellano, inglés, francés, italiano y alemán. Las cartelas del museo se encuentran en castellano e inglés. En el interior del museo está prohibido hacer fotografías y grabar videos.

### Visitas guiadas

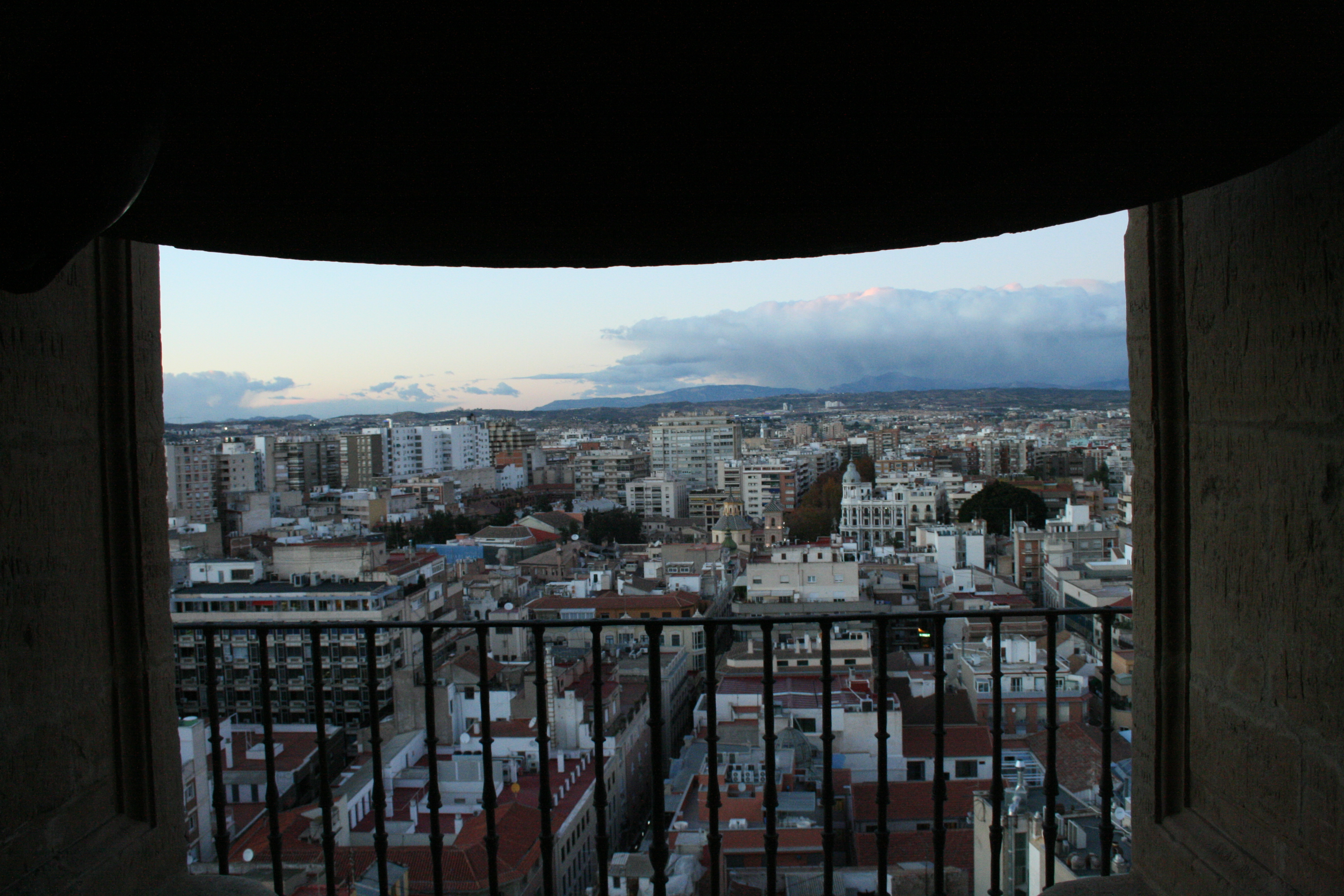
Vistas desde la torre hacia el Norte

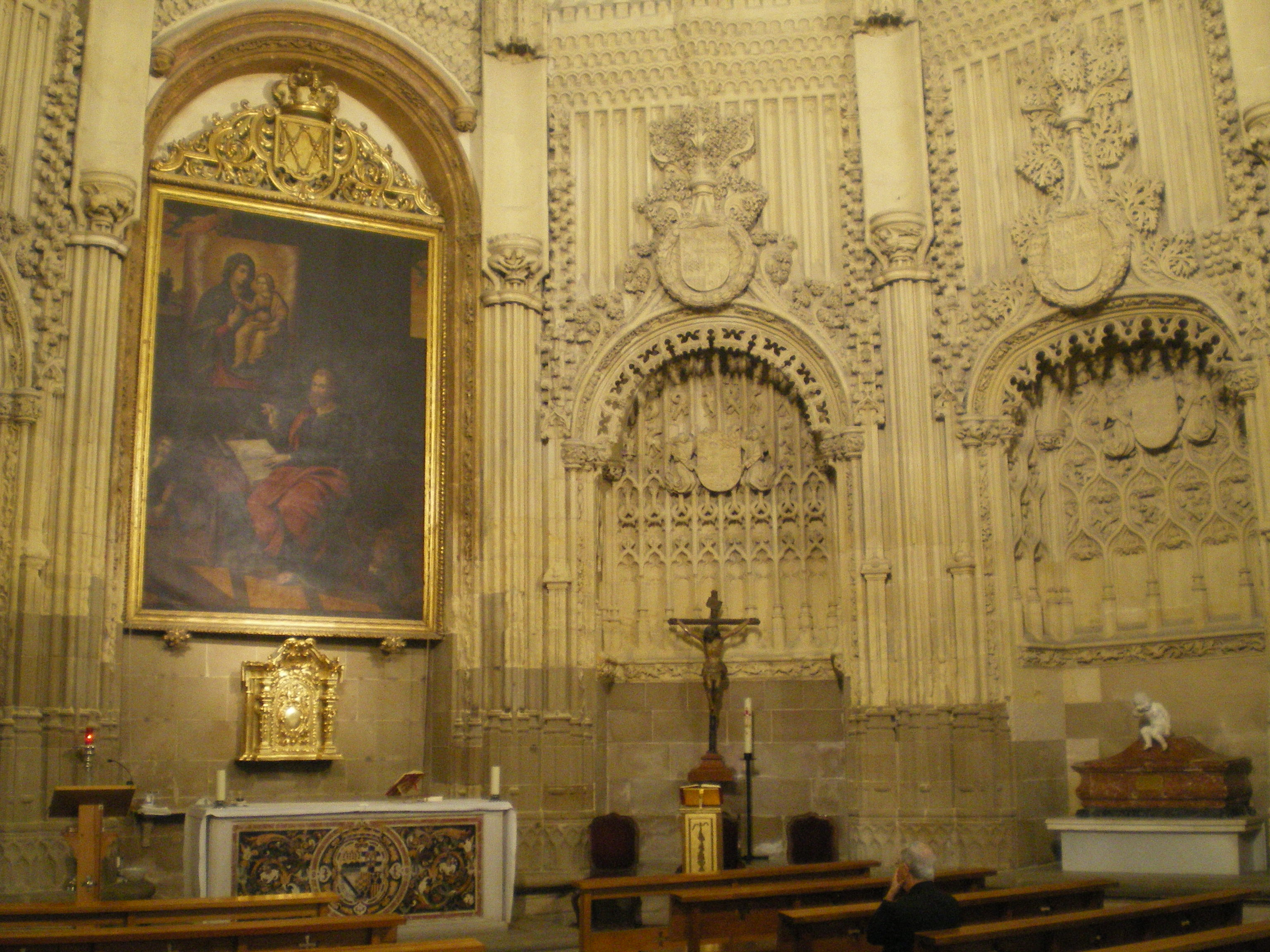
Capilla de los Vélez

Desde el museo de la Catedral de Murcia se realizan visitas guiadas de una hora de duración al museo, la catedral y la torre campanario.
- Durante la visita al museo se conocen las piezas más importantes del tesoro catedralicio, que van desde el siglo III hasta el siglo XIX, y desde excavaciones arqueológicas a retratos cardenalicios, pasando por pinturas góticas o esculturas barrocas.
- La visita a la Catedral recorre los lugares más importantes del templo, así como las anécdotas y las leyendas más desconocidas. Horarios (martes a sábado y domingo):

- septiembre a mayo: 11 y 17 h.
- julio, agosto y septiembre: 11 h

- La visita a la torre consiste en la subida al campanario, descubriendo la historia de uno de los edificios más emblemáticos de la ciudad, para, una vez arriba, disfrutar de las más espectaculares vistas sobre la capital del Segura y su valle, mientras se escucha in situ el repicar de sus campanas. Por el camino se visitará la habitación del reloj o sala de los secretos y el balcón de los conjuratorios. Horarios (martes a sábado y domingo):

- septiembre a mayo: 10, 12 y 18 h.
- julio, agosto y septiembre: 10 y 12 h

Existe un tiempo de espera máximo para las visitas guiadas de 10 minutos, pasado ese tiempo no se puede realizar la visita. Existe un máximo de personas para cada visita guiada, por ello es preferible realizar una reserva previa en el teléfono 968 219 713. No hay mínimo para las visitas

### Horarios visitas libres y tarifas
El horario es susceptible de ser variado con motivo de eventos litúrgicos  muy especiales . Horario habitual:
- Horario de invierno (octubre a junio): martes a sábados de 10:00 a 13:00 y de 16.00 a 19:00. Domingos y festivos de 10:00 a 13:00. Lunes cerrado.
- Horario de verano (julio, agosto y septiembre): martes a sábados de 10:00 a 17:00. Domingos y festivos de 10:00 a 13:00. Lunes cerrado.
- El museo permanece cerrado todos los lunes del año, 1 de enero, 25 de diciembre, las dos romerías de la Virgen de la Fuensanta y el Bando de la Huerta.

Las tarifas del museo se pueden consultar en la web oficial.
Reducciones para estudiantes, pensionistas, grupos y desempleados previa presentación de documento acreditativo. La entrada a la catedral sin guía es gratuita. La entrada a la torre es SIEMPRE mediante visita guiada. Al museo se puede acceder con o sin guía.